# Nustrup Sogn
Nustrup Sogn er et sogn i Haderslev Domprovsti (Haderslev Stift).
Nustrup Sogn hørte til Gram Herred i Haderslev Amt. Nustrup sognekommune blev ved kommunalreformen i 1970 indlemmet i Vojens Kommune, der ved strukturreformen i 2007 indgik i Haderslev Kommune.
I Nustrup Sogn ligger Nustrup Kirke. Sognet hørte indtil 2007 til Tørninglen Provsti, men kirken har ikke det karakteristiske Tørninglen-spir, der er rejst over 4 trekantgavle.
I sognet findes følgende autoriserede stednavne:
- Ankergård (landbrugsejendom)
- Brøndlund (bebyggelse)
- Bæk (bebyggelse)
- Bæk Kraftmose (bebyggelse)
- Bæk Nørremark (bebyggelse)
- Bæk Skov (areal)
- Bækskov (bebyggelse)
- Fjellumhøj (areal)
- Gabøl (bebyggelse, ejerlav)
- Havgård (landbrugsejendom)
- Klejnbjerg (bebyggelse)
- Kolsnap (bebyggelse, ejerlav)
- Kolsnap Mark (bebyggelse)
- Kolsnaplund (bebyggelse)
- Lille Nustrup (bebyggelse)
- Lundsbæk (bebyggelse)
- Lundsbæk Mark (bebyggelse)
- Nustrup (ejerlav)
- Nustrup Hede (bebyggelse)
- Nustrup Nørremark (bebyggelse)
- Nustrup Plantage (areal)
- Skibelund (bebyggelse, ejerlav)
- Skibelund Bjerg (bebyggelse)
- Store Nustrup (bebyggelse)
- Tingvad (bebyggelse)
- Ålkær (bebyggelse)

## Afstemningsresultat
Folkeafstemningen ved Genforeningen i 1920 gav i Nustrup Sogn 859 stemmer for Danmark, 63 for Tyskland. Af vælgerne var 222 tilrejst fra Danmark, 45 fra Tyskland. 